# Wehrkraftzersetzung

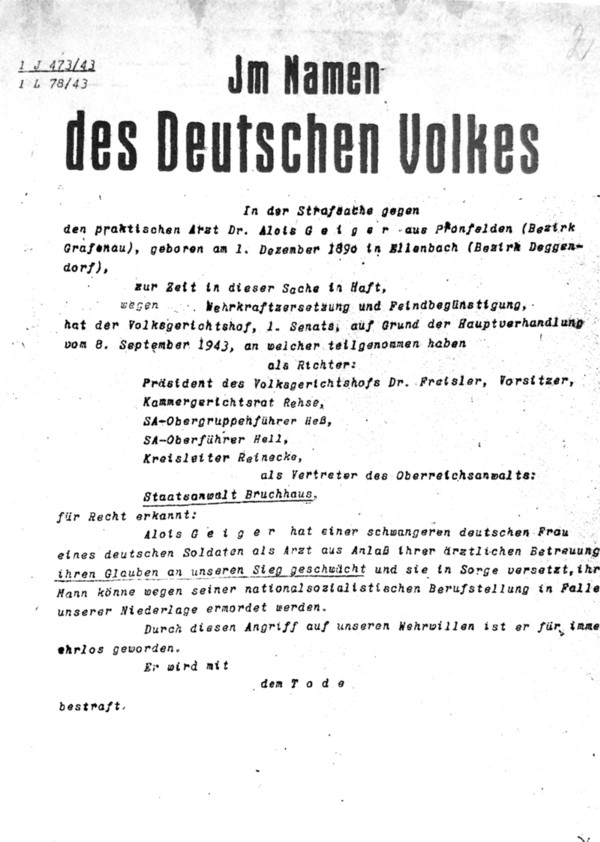
Sentencia de muerte por Wehrkraftzersetzung emitida por el Tribunal Popular el 8 de septiembre de 1943 contra el médico Alois Geiger por derrotismo.

El Wehrkraftzersetzung o Zersetzung der Wehrkraft (en alemán, «desestabilización del esfuerzo de guerra») fue un delito de sedición en el derecho militar alemán durante la era del Tercer Reich de 1938 a 1945. 
Fue promulgado en 1938 por decreto cuando Alemania se acercó a la Segunda Guerra Mundial para suprimir las críticas al partido nazi y al liderazgo de la Wehrmacht en el ejército y, en 1939, se emitió un segundo decreto que extendía la ley a los civiles. El Wehrkraftzersetzung consolidó y redefinió párrafos existentes en el código penal militar para castigar los actos «sediciosos», como la objeción de conciencia, las declaraciones derrotistas, la automutilación y el interrogatorio de la Endsieg («victoria final»). Las condenas se castigaban con la pena de muerte, penas severas en prisiones militares, campos de concentración o Strafbataillons.
El Wehrkraftzersetzung fue abolido de facto en 1945 después de la derrota del Tercer Reich, pero la República Federal de Alemania conservó el texto en el código penal. El 25 de agosto de 1998 y el 23 de julio de 2002, después de un largo debate, la Bundestag eliminó las sentencias de la era nazi del sistema de justicia penal alemán y todas las sentencias militares nazis por objeción de conciencia, deserción y demás formas del Wehrkraftzersetzung fueron derogadas como injustas. La ley militar alemana actual no contiene el término «desestabilizar al ejército» ni sus reglas extensivas, pero algunas ofensas incluidas bajo el paraguas del Wehrkraftzersetzung permanecen en los libros de estatutos en una redacción vaga. 

## Etimología
La frase alemana Wehrkraftzersetzung se puede traducir en varias formas según el contexto y es difícil de traducir su sentido utilizado por el NSDAP. Wehrkraftzersetzung se compone de tres partes: Wehr significa «defensa»; kraft significa «poder, fuerza»; zersetzung significa «descomposición, desestabilización, desintegración», pero también «subversión o corrupción». El contexto del Wehrkraftzersetzung o Zersetzung der Wehrkraft utilizado por el NSDAP se traduce típicamente como «socavando la fuerza militar» o «desestabilización del esfuerzo de guerra», «socavando la moral militar» y «sedición y derrotismo».

## Definición en el código penal militar nazi
El término Zersetzung der Wehrkraft fue establecido en la ley militar alemana por el Código Penal Especial de Guerra (Kriegssonderstrafrechtsverordnung, KSSVO) el 17 de agosto de 1938, que criminalizaba todas las críticas, disensiones y comportamientos opuestos al liderazgo político y militar nazi, particularmente dentro de la justicia militar de la Wehrmacht. La definición del término es equivalente a la Ley de Traición de 1934, pero aumenta la gravedad del crimen: los comentarios críticos de los soldados que violaban la Ley de Traición y castigados simplemente con una pena de prisión, ahora podían ser sentenciados a la pena de muerte, permitiendo una Zuchthaus o sentencia de prisión solo en casos menores. Con la introducción de las Regulaciones de tiempo de guerra para procedimientos penales (Kriegsstrafverfahrensordnung), los acusados bajo la ley también eran privados del derecho de apelación, debilitándolos aún más en el juicio. El alcance de discreción del juez militar y el grado de arbitrariedad involucrado se indican en una declaración de 1942 de Alfred Fikentscher, almirante y director médico de la Kriegsmarine. Hablando ante abogados militares, dijo, «... existen circunstancias similares con comentarios subversivos, que pueden verse como violaciones de la Ley de Traición. La presentación prolongada [de documentos] al Ministro de Justicia para ordenar un enjuiciamiento penal es innecesaria si se considera que la declaración debilita a los militares, lo que será posible en casi todos los casos». 
Las regulaciones creadas por la Wehrmacht en el curso de la preparación para la Segunda Guerra Mundial sirvieron durante los años de guerra como un instrumento de terror para mantener la «voluntad de perseverar» de los soldados mediante la coerción. Especialmente en las últimas etapas de la guerra, los líderes nazis y de la Wehrmacht tenían mucho miedo de la repetición de los acontecimientos durante la Revolución alemana que ocurrieron después de la Primera Guerra Mundial. Todo acto de resistencia debía ser suprimido para evitar que se repitiera la «puñalada por la espalda». A principios de 1943, la jurisdicción fue transferida al Tribunal Popular (Volksgerichtshof), aunque los casos menores podrían enviarse a los Sondergerichte («tribunales especiales»), que originalmente estaban instituidos para delitos políticos, pero en este momento se convirtieron en los tribunales habituales contra los crímenes comunes. Los Sondergerichte, a diferencia de los posteriores consejos de guerra, priorizó la persecución y captura, no el debido proceso, como su propósito expreso. 

### Interpretación
La § 5 de la KSSVO dice: 

Quien desafíe o incite abiertamente a otros a negarse a cumplir con su deber de servir en las fuerzas armadas alemanas o sus aliados o de otra manera trata abiertamente de luchar de manera autoafirmada para paralizar o subvertir la voluntad del pueblo alemán o sus aliados, será sentenciado a muerte por subvertir a los militares.

La palabra «abiertamente» dio lugar a la interpretación de las autoridades, de modo que incluso los comentarios realizados dentro de la propia familia podrían ser utilizados por familiares contra el acusado. La vaga redacción de la regulación permitió criminalizar todo tipo de críticas, también por parte de civiles, alentando deliberadamente la denuncia como un medio para controlar de manera más integral a la población. En el decreto del 1 de noviembre de 1944 del jefe del Servicio Secreto Nacionalsocialista de la Luftwaffe se vio que «socavar el esfuerzo de guerra» en el Tercer Reich no era en absoluto un delito trivial:  

Hace tiempo que era evidente que quien exprese dudas sobre el Führer, lo critique y a sus acciones, difunda noticias despectivas o lo vilipendie, no tiene honor y es digno de muerte. Ni la posición ni el rango, ni las circunstancias personales u otros motivos pueden exculpar tal caso. ¡En el período más difícil y decisivo de la guerra, quien exprese dudas sobre la victoria final y, por tanto, hace que otros vacilen, también ha perdido su vida!

Entre otros, los ejemplos de subversión dados están:   
- Observaciones en oposición a la ideología nazi.
- Duda sobre la legitimidad de la lucha por la supervivencia.
- Difusión de noticias sobre fatiga de batalla y deserción de soldados alemanes.
- Dudas sobre informes militares.
- Cultivar el contacto privado con prisioneros de guerra.
- Despreciar el arma importante en la guerra: la propaganda alemana.
- Discutir contingencias en caso de derrota.
- La afirmación de que el bolchevismo «no es tan malo o que se podría contemplar la democracia de nuestros vecinos occidentales».[nota 3]

Los comentarios derrotistas no fueron procesados bajo la ley militar, pero fueron juzgados en «juicios acelerados» con el respaldado de militares, como en el caso de Norbert Engel, un fisioterapeuta, después de expresar su pesar por el fracaso del complot del 20 de julio a una enfermera, diciendo: «Si hubiera tenido éxito, la guerra habría terminado en cinco días y habríamos podido volver a casa». Engel fue condenado a muerte, pero escapó de la sentencia al huir a los Países Bajos.
La introducción del KSSVO marcó una nueva etapa en la persecución de los opositores políticos de los nazis y muchos miles de ellos fueron asesinados. Según las estadísticas penales de la Wehrmacht, para el 30 de junio de 1944 había habido 14 262 condenas por Wehrkraftzersetzung, aunque el historiador militar alemán Manfred Messerschmidt dice que el número de condenas probablemente haya sido más cercano a 30 000. El número de condenas y la proporción de condenas a muerte aumentaron constantemente hacia el final de la guerra a medida que aumentaron las críticas y la esperada «victoria final» fue empujada más y más hacia el futuro. La forma en que se formuló el reglamento significaba que una condena generalmente provenía de una denuncia de los asociados, aunque algunas convicciones provenían de comentarios en cartas o lemas escritos en las paredes. La naturaleza de las denuncias significaba que el acusador potencial difícilmente podría estar seguro de que durante el curso de la investigación, tampoco sería denunciado. El hecho de que cada soldado fuera informado sobre las consecuencias de pronunciar un discurso prohibido pudo haber inhibido el número de denuncias. 

## Uso en la República Federal de Alemania
El Tercer Reich se rindió después de firmar su instrumento de rendición el 8 de mayo de 1945 y el Estado se disolvió formalmente el 23 de mayo, aboliendo efectivamente Wehrkraftzersetzung en su uso previsto. La República Federal de Alemania (Alemania Occidental), establecida en 1949 a partir de las zonas de ocupación de los aliados occidentales, heredó la legislación que había sido utilizada por el régimen anterior y sus predecesores, incluido el Wehrkraftzersetzung. La ley militar de Alemania Occidental poseía textos y frases basadas en el Wehrkraftzersetzung durante su existencia y después de la reunificación alemana y no fue reemplazada hasta las reformas de la ley militar a fines de la década de 1990 y principios de la década de 2000. Las antiguas leyes basadas en el Wehrkraftzersetzung están actualmente reguladas por las §§ 109-109k del código penal alemán tituladas «Delitos contra la defensa del país» (Straftaten gegen die Landesverteidigung). Delitos como «propaganda perturbadora contra la Bundeswehr» se encuentra en la § 109d y establece sanciones por comentarios falsos que «alteren las operaciones de la Bundeswehr», así como la § 109 StGB. El reclutamiento militar en Alemania fue suspendido en 2011 por un período de tiempo indefinido. 

## Personas ejecutadas bajo elWehrkraftzersetzung
- Elise Hampel
- Otto Hampel
- Elli Hatschek[5]
- Franz Jägerstätter
- Erich Knauf[6]
- Joseph Müller
- Hans Scholl[4]
- Sophie Scholl[4]